# Alois Pudlo
Alois Pudlo (16. dubna 1905 Místek – 26. června 1983 Český Těšín) byl český voják a partyzánský velitel v období druhé světové války.

## Život

### Před druhou světovou válkou
Alois Pudlo se narodil 16. dubna 1905 v Místku. V roce 1915 mu na ruské frontě první světové války padl otec. Vyučil se pekařem a vojenskou prezenční službu nastoupil v roce 1925. Jako délesloužící poddůstojník se rozhodl zůstat v armádě a v roce 1931 po absolvování rotmistrů dělostřelectva se stal vojákem z povolání. V roce 1933 se oženil, o rok později se mu narodila dcera Zdenka, v roce 1937 pak syn Milan.

### Druhá světová válka
Po německé okupaci v březnu 1939 a zrušení Československé armády přešel Alois Pudlo k protektorátnímu Vládnímu vojsku, v jehož řadách sloužil v Lipníku nad Bečvou. V květnu 1944 byl i s jednotkou odvelen do severní Itálie, kde 24. června zběhl společně s dalšími deseti muži ze stráže v muniční továrně v Aviglianě k partyzánům. Založil 34člennou bojovou skupinu složenou z dezertérů vládního vojska, se kterou se v létě 1944 zúčastnil bojů ve Val di Susa, kde padl do zajetí, ale byl vyměněn za německé vojáky. Následně jeho skupina působila na Lago Blu a Valle Sangonetto. Dne 6. prosince byla skupina po německé razii rozbita a Alois Pudlo společně s dalšími dvanácti muži opět padl do zajetí. Aloisi Pudlovi se následně podařilo zabránit okamžité popravě tvrzením, že nejsou partyzáni, ale vojáci, načež byli všichni odvezeni na úřadovnu gestapa v Turíně. Skupině se podařilo zničit kompromitující materiály a předměty a proto tvrdili, že jsou ve skutečnosti zajatci partyzánů, a protože vyšetřování nikam nevedlo, byli v polovině února propuštěni zpět k Vládnímu vojsku. Alois Pudlo 9. dubna 1945 se dvěma dalšími vojáky podruhé zběhl k partyzánům a připojil se ke zbytku své původní bojové skupiny. Na konci měsíce se zúčastnil útoku na Turín, během kterého utrpěl u kostela Santa Rita vážné zranění ramene.

### Po druhé světové válce
Po skončení války přešel Alois Pudlo k Britům a společně s dalšími byl zařazen do policejní roty Československé samostatné brigády v Itálii. Do Československa se vrátil v červenci 1945 a začal sloužit u dělostřeleckého oddílu v Přerově. Dále působil jako důstojník evidenční služby, poté v Žatci a od prosince 1948 v Místku. Zemřel 26. června 1983 v Českém Těšíně.

## Ocenění

### Vyznamenání
- Československý válečný kříž 1939
- Československá medaile Za chrabrost před nepřítelem
- Československá medaile za zásluhy I. stupně
- Odznak Československého partyzána
- Jánošíkova medaile
- Partyzánská pamětní medaile CVL
- Pamětní partyzánská medaile Brigata Garibaldi
- Štefánikův odznak II. třídy

### Čestná občanství
- Aloisu Pudlovi bylo uděleno čestné občanství italského města Coazze